# Kamienica Fritscha w Krakowie
Kamienica Fritscha (znana także jako Kamienica Strzemboszowska) – zabytkowa kamienica znajdująca się w Krakowie przy Małym Rynku 1, na rogu z ulicą Mikołajską 1, na Starym Mieście.

## Historia kamienicy

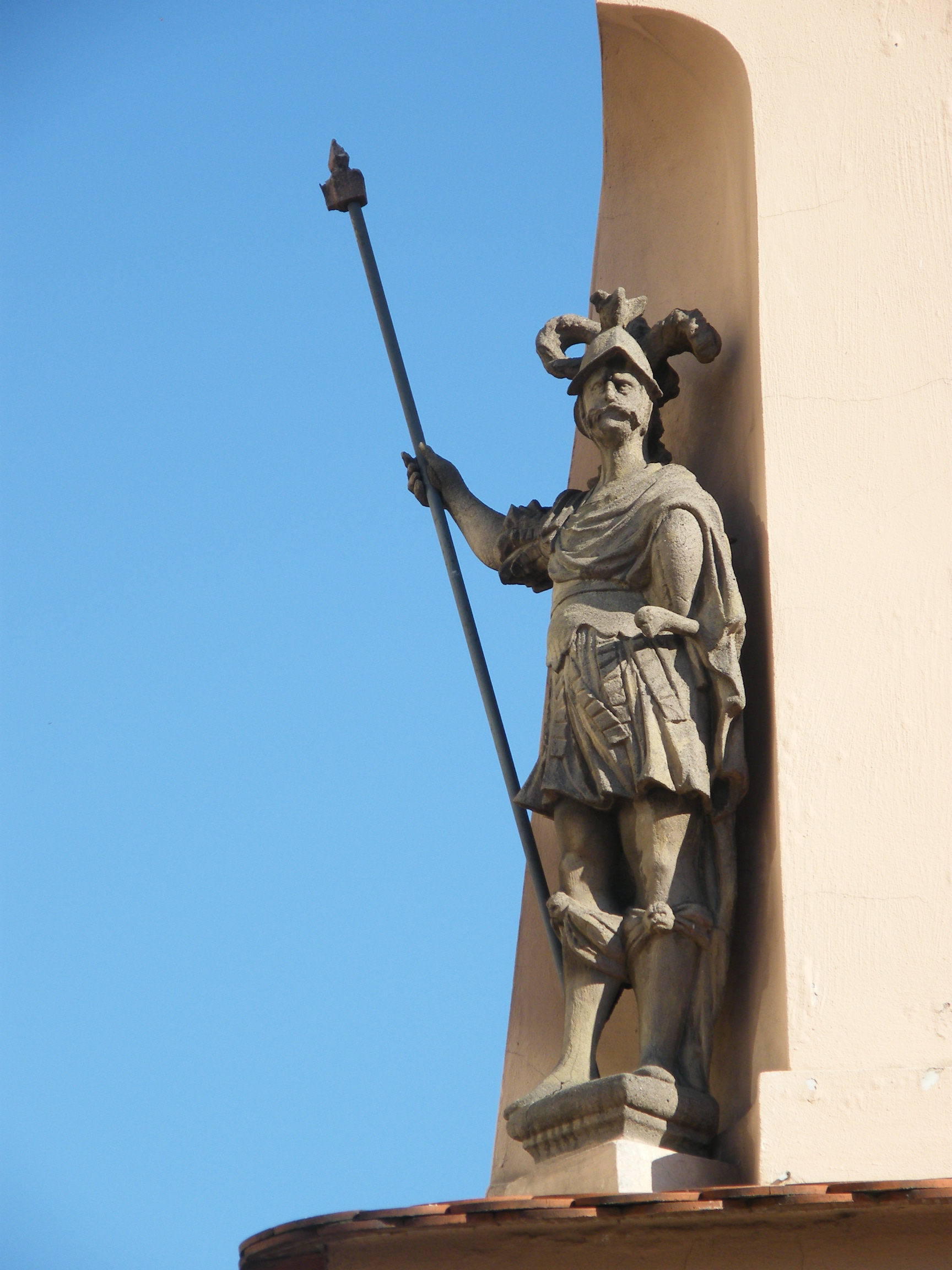
Figura rycerza w narożu kamienicy

Kamienica została wzniesiona w stylu gotyckim na początku XIV wieku przez kupca Hermana Fritscha. Z tego czasu zachowały się portale we wnętrzach oraz kamienna podmurówka. W XV wieku była własnością Mikołaja Wernera, głównego budowniczego korpusu kościoła Mariackiego. W I połowie XVIII wieku została połączona z sąsiadującą od południa Kamienicą Langowską i przebudowana w stylu barokowym. Z tego okresu pochodzi umieszczona w narożnej niszy figura rycerza w stroju rzymskim oraz malowidła ścienne we wnętrzach. Kamienica została odrestaurowana w 1851, 1938 i 1955 roku.
10 stycznia 1966 kamienica została wpisana do rejestru zabytków. Znajduje się także w gminnej ewidencji zabytków.